# Galaxias postvectis
Galaxias postvectis is een  straalvinnige vissensoort uit de familie van snoekforellen (Galaxiidae). De wetenschappelijke naam van de soort is voor het eerst geldig gepubliceerd in 1899 door Clarke.
De soort staat op de Rode Lijst van de IUCN als Kwetsbaar, beoordelingsjaar 1996.